# Trung tâm Dữ liệu Hoàng Sa
Trung tâm Dữ liệu Hoàng Sa (TTDL Hoàng Sa) là một tổ chức dân sự phi chính phủ và phi lợi nhuận, được xây dựng với mục tiêu phổ biến thông tin về chủ quyền biển đảo và hải đảo của Việt Nam, đặc biệt tại hai quần đảo Hoàng Sa và Trường Sa. Năm 2011, Trung tâm từng nhận được giấy khen của Sở Văn hóa Thể thao và Du lịch Quảng Ngãi về những thành tích đóng góp của mình.
Trung tâm Dữ liệu Hoàng Sa được thành lập sau sự kiện Tam Sa (nhà cầm quyền Trung Quốc quyết định thành lập đơn vị hành chính Tam Sa, trong đó bao gồm cả hai quần đảo Hoàng Sa và Trường Sa) vào tháng 12 năm 2007. Hình thức ban đầu là một trang blog cá nhân. Sau đó do nhu cầu phát triển mạnh hơn, website chính thức đã ra đời. Thời gian đầu nó chỉ là một diễn đàn đơn thuần giữa những người trẻ có cùng mối quan tâm đến Hoàng Sa và Trường Sa. Sau đó có sự tham gia của TS. Nguyễn Nhã và ThS. Hoàng Việt trong vai trò cố vấn, Trung tâm đã quyết định thành lập thêm một tủ sách trực tuyến về Hoàng Sa-Trường Sa, một Thư viện ảnh trực tuyến và một ấn phẩm điện tử Tạp chí HSO & Biển Đông. Cuốn tạp chí đã cho ra đời số đầu tiên vào tháng 3 năm 2010 với chủ đề Hướng về Lý Sơn.

## Quá trình phát triển
Khởi đầu từ sự kiện Tam Sa, ban đầu có hai anh là sinh viên Đại học Quốc gia TP. Hồ Chí Minh cùng gặp nhau trên mạng Internet, họ thấy cùng lý tưởng và đã hợp tác xây dựng Diễn đàn Hoàng Sa. Sau đó tiếp tục có những người cùng ý tưởng, và họ định hướng cho diễn đàn mở rộng quy mô lớn hơn.
Hoạt động của diễn đàn là nhờ vào sự trợ giúp tài chính của bạn đọc, hoặc ban quản trị tự đi quyên góp tiền. Quỹ hoạt động bao gồm quỹ duy trì website, quỹ duy trì các chương trình, chi phí số hóa và scan sách.

### Hoạt động và sự kiện
Kể từ tháng 7 năm 2009, Trung tâm Dữ liệu Hoàng Sa thường xuyên tổ chức chuỗi chương trình "Vòng tròn bất tử – Tri ân chiến sĩ". Chương trình này đặc biệt đã nhận được sự đóng góp của người Việt ở cả trong và ngoài nước.
Trong năm 2010, Trung tâm có chương trình hướng về Lý Sơn ủng hộ ngư dân tại đây, đã nhận được sự hưởng ứng khá mạnh mẽ của người dân. Cụ thể, vào tháng 9 năm 2010, Trung tâm đã cho đấu giá một bức hình về Hải đội Hoàng Sa, chụp lại được trong một lần họ ra Hoàng Sa thực hiện chương trình. Họ thu thập chữ ký của tổng cộng 15 học giả, trong đó có nhà sử học Dương Trung Quốc, TS. Nguyễn Nhã, nhà nghiên cứu bản đồ cổ Nguyễn Đình Đầu, nhà nghiên cứu Đông Nam Á Đinh Xuân Phúc, TS. Nguyễn Quang A... Bức hình đó đấu giá được 13 triệu đồng, sau đó, theo như công bố, được sử dụng để mua iCOM và quà tặng ngư dân Lý Sơn.
Ngày 22 tháng 8 năm 2010, Trung tâm kỷ niệm 3 năm thành lập Diễn đàn Hoàng Sa (HSO). Ban đầu là các sinh viên đại học ở TP.HCM, rồi sau đó là Hà Nội cùng xây dựng diễn đàn với khởi đầu chỉ vọn vẹn hơn 10 thành viên đăng ký vào cuối năm 2007. Từ lúc Trung tâm Dữ liệu Hoàng Sa có địa chỉ như vậy, có rất nhiều người trong và ngoài nước và nhất là ở hải ngoại đã đóng góp hàng trăm tư liệu, đặc biệt là những tư liệu về địa lý từ thế kỷ 18, bằng tiếng Ý, Pháp, Tây Ban Nha và Bồ Đào Nha.
Trung tâm không chỉ là nơi trao đổi thông tin hay diễn đàn thảo luận mà còn là nơi tập trung các công trình nghiên cứu, dịch thuật các tài liệu về chủ quyền hai quần đảo Hoàng Sa - Trường Sa. Họ thực hiện việc số hóa, hoặc scan tất cả những cuốn sách mà TS. Nguyễn Nhã sở hữu. Tủ sách của trung tâm hoàn toàn có thể tải miễn phí về đọc. Lúc đầu chỉ có nguồn sách tiếng Việt, sau đó được bổ sung thêm sách tiếng Anh, tiếng Pháp, tiếng Tây Ban Nha, tiếng Ý... Họ tìm kiếm những cuốn sách tiếng nước ngoài trên công cụ Google, hoặc do các cộng tác viên là du học sinh sao chụp trong các thư viện ở Ý hoặc các nước khác gửi về. Đặc biệt, trong thời gian qua Mỹ dự hội thảo về biển Đông, TS. Nguyễn Nhã đã thu thập được một đĩa DVD về chủ đề chủ quyền của Việt Nam tại quần đảo Hoàng Sa, qua các sách do Pháp xuất bản.
Năm 2011, Trung tâm tập trung vào chương trình tri ân thông qua việc tổ chức cuộc gặp mặt mang tên "Vòng tròn bất tử – Vòng tay đồng đội" dành cho những người còn sống trong CQ88 (trận hải chiến ở Trường Sa năm 1988) mà họ còn giữ liên lạc, gia đình, thân nhân liệt sĩ CQ88 và các nhân chứng Hoàng Sa. Đây là nơi đầu tiên tổ chức cuộc gặp mặt cho các nhân chứng Trường Sa này. Ý tưởng này đã nhận được sự ủng hộ nhiệt tình của cộng đồng, trong đó Khu du lịch Suối Lương là nhà tài trợ chính cho chương trình.
Năm 2014, khi xảy ra vụ việc giàn khoan Hải Dương 981 xâm phạm vùng biển Việt Nam, Trung tâm Dữ liệu Hoàng Sa kết hợp cùng trang Giáo dục quốc phòng sản xuất video hướng tới cộng đồng quốc tế tựa đề là "China must respect International Laws - Trung Quốc phải tôn trọng luật pháp quốc tế" được chia sẻ rất nhiều trên các trang mạng vào thời điểm đó.
Năm 2019, sau nhiều năm vắng bóng, Trung tâm Dữ liệu Hoàng Sa xuất hiện trở lại khi cùng Trang Quân sự Việt Nam tổ chức một buổi nói chuyện với chủ đề "Trường Sa và sự dấn thân của các thế hệ trẻ, từ sau 1975" và thu hút được đông đảo người tới tham dự.
Từ 2019 tới nay, không thấy các hoạt động thường xuyên, thỉnh thoảng thấy xuất hiện thông tin Trung tâm Dữ liệu Hoàng Sa phản ảnh sai phạm về bản đồ thiếu đảo của các đơn vị và các bộ phim chứa đường lưỡi bò. 

## Ban điều hành
Nhóm điều hành Trung tâm gồm khoảng 20 người, làm bán thời gian (part-time) và hoạt động theo nhóm, tùy từng mảng phụ trách. 

## Ban cố vấn
- Nhà nghiên cứu Đinh Kim Phúc, phụ trách chung về lịch sử Đông Nam Á.
- Nhà nghiên cứu Phạm Hoàng Quân, phụ trách về cổ sử Việt Nam và Trung Quốc.
- ThS. Hoàng Việt, phụ trách về luật pháp quốc tế.
- TS. Nguyễn Nhã, phụ trách về sử học, về lịch sử chủ quyền và quá trình thực thi chủ quyền